# Prawo dostępu do broni

Liczba broni w rękach cywilnych per capita

Liczba śmierci spowodowanych strzelaninami w Stanach Zjednoczonych w trakcie obowiązywania federalnego zakazu sprzedaży broni szturmowej

Prawo dostępu do broni – polityczno-prawne uwarunkowania obejmujące prawo obywateli do używania i posiadania broni, w szczególności broni palnej. W Polsce, podobnie jak w wielu innych krajach, dostęp do broni podlega znaczącym ograniczeniom, wynikającym z Ustawy o broni i amunicji, i wymaga uzyskania państwowego pozwolenia na broń. W pewnej grupie krajów rozwiniętych, takich jak Stany Zjednoczone, Szwajcaria lub Izrael, dostęp do broni jest bardziej liberalny. Etyczne oraz utylitarne konsekwencje tych różnic są przedmiotem ogólnoświatowych debat publicznych.
Jako argumenty na rzecz silniejszych regulacji dostępu do broni wymienia się potencjalnie zwiększone ryzyko zabójstw i samobójstw, oraz zasadę monopolu państwa na przemoc. Wśród argumentów przeciwko ograniczaniu dostępności broni wymienia się prawo do samoobrony, i potencjalny spadek przestępczości.

## Dostęp do broni w Stanach Zjednoczonych

### Dane o przestępstwach z użyciem broni
Treść tej sekcji od 2018-05-04 może nie być zgodna z zasadami neutralnego punktu widzenia.
Dokładniejsze informacje o tym, co należy poprawić, być może znajdują się w dyskusji tej sekcji.
 Po wyeliminowaniu niedoskonałości należy usunąć szablon {{Dopracować}} z tej sekcji.
Stany Zjednoczone charakteryzuje wyższy odsetek przestępczości z użyciem przemocy niż w Europie Zachodniej, jednak inne statystyki wskazują brak korelacji pomiędzy liczbą dostępnej broni a liczbą przestępstw (przy tym samym uzbrojeniu praktycznie zerowe przestępstwa wśród białej ludności i wysoka przestępczość wśród czarnoskórej ludności). Natomiast do przestępstw z użyciem broni dochodzi w USA częściej niż w większości krajów Europy czy w Australii. Odsetek właścicieli broni palnej, w szczególności broni krótkiej, także jest wyższy niż w znacznej większości krajów europejskich. Szacuje się, iż w Stanach Zjednoczonych osoby prywatne posiadają około 200 milionów sztuk broni palnej, z czego około 67 milionów sztuk to broń krótka. Średnio w połowie gospodarstw amerykańskich można spotkać około 4,5 sztuki broni palnej. Szacuje się także, że codziennie do amerykańskich szkół około 100 tysięcy dzieci zabiera ze sobą broń. Wielokrotnie jednak dzięki temu nie doszło do masakry na terenie szkoły. Statystyki Bloomberga próbują udowadniać, że liczba masakr w szkołach przy użyciu broni palnej znacząco rośnie, jednakże PolitiFact wskazuje, że definicja “szkolnej strzelaniny” jest w tych statystykach tak zdefiniowana, że strzelaniną jest także defensywne użycie broni przez etatowego pracownika szkoły w sytuacji ataku kijem bilardowym, które miało miejsce poza terenem uczelni.
Począwszy od lat 60. i 70. XX wieku liczba popełnianych rozbojów wzrosła sześciokrotnie, a liczba zabójstw podwoiła się. Wskaźnik posiadaczy broni palnej także wzrósł dwukrotnie. Jednakże dokładniejsze badania wskazują, że relatywnie niewielka subpopulacja czarnoskórych sprawców (których tożsamość rozpoznano), rekrutująca się z rasy liczącej zaledwie 13% ludności, popełniła na terenie Ameryki w analizowanym okresie 52,5% wszystkich zgłoszonych morderstw i jest przede wszystkim związana z walkami gangów.
Każdego roku w Stanach Zjednoczonych odnotowano około 640 tysięcy przestępstw popełnionych z bronią w ręku. Wynika to z tego, że przestępcy kupują broń zwykle nielegalną, aby łatwiej popełniać zamierzone przestępstwa, natomiast ofiary kupują broń legalną, aby chronić siebie przed potencjalnymi atakami, co niejako może odstraszać przestępców powodując zmniejszenie przestępczości. Ekonomia kontroli posiadania broni rozpatruje, jaką względną siłę mają wobec siebie wymienione efekty posiadania broni.

### Kontrola posiadania broni
Reakcje państwa mające na celu zaprzestanie przemocy ukierunkowane zostały na 2 rodzaje ogólnych metod kontroli:
- restrykcje dotyczące produkcji i posiadania broni,
- zaostrzenie kar wobec przestępców, którzy używają broni.

Początkowo kontrola posiadania broni, np. w latach 30. XX wieku, polegała na zakazie Kongresu wykorzystywania poczty do sprzedawania broni między stanami w USA; wymaganiu rejestracji broni automatycznej albo zapłaty podatku do wysokości 200 USD przy zmianie właściciela broni.
Ostatnią próbą kontroli posiadania broni jest Ustawa Brady'ego uchwalona w 1993 roku przez Kongres. Wprowadzała ona wymaganie, takie jak np. osoba chcąca kupić broń musiała odczekać pięć dni i liczyć się ze sprawdzeniem jej przeszłości. Miało to za zadanie uniemożliwić osobom popełniającym przestępstwa kupno broni w sposób legalny i obecnie ponad dwadzieścia stanów amerykańskich stosuje podobne okresy oczekiwania. Dane napływające z tych stanów wskazują na to, iż około 1 – 2% potencjalnych nabywców nie ma możliwości zakupu broni.
Oprócz tego wiele stanów amerykańskich zaostrzyło kary dla osób noszących broń bez wymaganego zezwolenia. Przykładem jest Ustawa Bartleya-Foksa (Bartley-Fox Gun Law) w Massachusetts, która w 1974 roku za nielegalne posiadanie broni nałożyła karę jednego roku pozbawienia wolności bez możliwości jej zawieszenia, czy też wcześniejszego zwolnienia. Niektórzy naukowcy sugerują, iż konsekwencją wprowadzenia obostrzeń było ograniczenie noszenia broni w codziennym życiu, ale także spadek wskaźników przestępstw popełnianych z użyciem broni palnej. Jednak statystyki np. Saint Luiz dowodzą, że trend spadkowy nie ma nic wspólnego z obostrzeniem prawa.

## Badania nad skutkami dostępności broni

### Zastrzeżenia co do metody badań
Zarówno zwolennicy, jak i przeciwnicy liberalnego dostępu do broni, posługują się w argumentacji powierzchownymi ocenami danych i porównań międzynarodowych, popełniając błąd mylenia korelacji ze skutkiem. Nie wiadomo też, czy analizy np. w USA są uniwersalne. Prawidłowa ocena skutków dostępności broni wymaga zaawansowanych analiz statystycznych i ekonometrycznych, ze względu na złożoność interakcji mierzonych czynników, oraz niską dostępność dokładnych danych. Trudność dostępu do danych wynika czasem z decyzji politycznych, np. kontrolowany przez Partię Republikańską Kongres USA celowo zadekretował w 1996 r., że agencja epidemologiczna CDC nie może prowadzić w tym kraju statystyk śmiertelności związanych z bronią palną. Problem nie jest uważany za rozstrzygnięty. Metaanaliza badań z USA z 2016 r. zwraca uwagę na niską jakość danych i analiz, które wykazują, że większa dostępność broni ani nie redukuje, ani nie zwiększa poziomu przestępczości.  Większa dostępność broni zwiększa częstotliwość samobójstw z jej użyciem, a niektóre regulacje są skuteczne, np. ograniczenia dostępu do broni dla osób uzależnionych od alkoholu i innych substancji psychotropowych, oraz dla przestępców i osób ze skłonnościami samobójczymi, i skłonnościami do przemocy.

### Badania na rzecz ograniczania dostępności broni
Wyniki szeregu badań z USA sugerują, że większa dostępność do broni wiąże się z podwyższonym kosztem społecznym, i współwystępuje z wyższym poziomem zabójstw i samobójstw. Sami autorzy zwracają jednak uwagę na nierozstrzygnięcie w większości tych analiz kierunku i mechanizmu związku przyczynowego. Niektóre badania obserwujące efekty zmian w prawie sugerują, że po liberalizacji dostępu do broni następuje wzrost liczby morderstw, ale nie jest to uniwersalnie wykazana zależność. Posiadanie broni w domu podnosi ryzyko samobójstw i morderstw. W szczególności, jeśli broń znajduje się w rodzinie w której partner jest skłonny do przemocy, podnosi to ryzyko zabójstwa partnerki. Większa intensywność policyjnych działań skierowanych przeciwko nielegalnemu posiadaniu broni redukują lokalne ryzyko zabójstw.
Badania związku dostępności broni z innymi kategoriami przestępstw pokazują czasem, że większa jej dostępność współwystępuje z wyższą ogólną przestępczością. Brak efektu odstraszającego, np. w przypadku włamań, jest tłumaczona tym, że przestępcy najczęściej z rozsądkiem planują włamania, i wchodzą do mieszkań pod nieobecność właścicieli.
Badania z innych krajów przynoszą podobne wnioski. Wbrew spotykanym czasem argumentom, Izrael i Szwajcaria stosują bardziej rygorystyczne regulacje niż USA, i obserwuje się tam, że dodatkowe regulacje mogą zmniejszać ryzyko samobójstw. Program regulacji i skupu broni w Australii przyspieszył znacząco spadek poziomu samobójstw, i prawdopodobnie zabójstw, bez wzrostu poziomu morderstw i samobójstw dokonywanych innymi metodami. Program regulacji broni w Brazylii również przyspieszył spadek poziomu zabójstw.
Przegląd 130 badań z 10 krajów sugeruje, że w wielu regionach wprowadzenie dodatkowych regulacji poskutkowało zmniejszeniem poziomu zabójstw i samobójstw, jednak jakość badań jest niewystarczająca aby potraktować te wnioski jako w pełni konkluzywne.

### Dowody przeciwko ograniczaniu dostępności broni
Analiza zespołu Klecka wskazuje na to, że ogólna dostępność broni nie ma w USA bezpośredniego związku z lokalnym poziomem przestępczości – efekt większej możliwości samoobrony, i efekt większej możliwości wyrządzania przestępczej przemocy, anulują się wzajemnie. Obserwuje się natomiast pozytywne skutki pewnych ukierunkowanych regulacji. Autor ten został w latach 90. poważnie skrytykowany, za przedstawienie analizy, z której wynikało, że częstość korzystania z broni w samoobronie jest kilkakrotnie wyższa niż częstość napadów. Badanie Kovandzica obejmujące dane amerykańskie z 1990 r. i uwzględniające problem kauzalności sugeruje, że większa dostępność broni może przeciwdziałać przestępczości, ale nowsze badanie tego autora obejmujące więcej danych również skłania się do wniosku, że ten wpływ jest bliski zeru. Przegląd 41 badań, jaki przeprowadził Kleck w 2016 r., powtarza wniosek, że efekt netto wpływu dostępności broni na przestępczość jest bliska zeru, oraz podkreśla problem powszechnej słabości metodologicznej badań, które nie podejmują problemu kierunku przyczynowo-skutkowego. Autorzy ci nie podważają jednak związku dostępności broni palnej z wyższą częstością samobójstw – wskaźnik samobójstw jest obecnie uznawany za trafną zmienną zastępczą, pomagającą oszacować rzeczywistą liczbę właścicieli broni na danym obszarze.
W 2000 r. Lott opublikował przekrojowe badanie ekonometryczne, z którego wynikało, że większa dostępność broni współwystępuje ze znacząco niższą przestępczością. Kolejne, dokładniejsze replikacje innych autorów wykazały jednak przeciwne wnioski. Więcej broni współwystępuje według nich z większą liczbą zabójstw i samobójstw, i większości innych przestępstw, łącznie z włamaniami. Autorzy tych badań zaznaczają, że o ile są to poważne przesłanki przeciw tezie Lotta, to nie ma jeszcze mocnych dowodów na to że efekt dostępności broni jest w ogóle różny od zera. Lott został w następstwie tej debaty przyłapany na bronieniu swoich wyników w Internecie podając się za kobietę o imieniu Mary, a także wytoczył oddaloną przez sąd sprawę o zniesławienie wobec Stevena Levitta (współautora książki Freakonomia).